# Robinetterie
La robinetterie est l’ensemble des organes constituant et participant à constituer une installation d’alimentation et de distribution de fluides à l’intérieur ou à l’extérieur d’une construction (installation sanitaire et installation de chauffage). C’est une des parties essentielles de la plomberie.

## Robinetterie
Les appareils de robinetterie sont des éléments qui, intercalés dans une installation ou une tuyauterie, ont pour rôle de créer, régler, interrompre, indiquer le débit d’un fluide, ou raccorder plusieurs éléments. Ils peuvent être actionnés manuellement ou commandés électriquement, hydrauliquement ou pneumatiquement.
- Robinet : c’est l'ensemble des robinets, à soupape, à tournant, etc. utilisés en installation sanitaire. Un robinet est composé d'un obturateur manœuvré par une tige ; l'obturateur vient appuyer sur un siège pour interrompre l’écoulement du fluide. Dans l'industrie, on appelle « robinet » tout organe de robinetterie dont l'obturateur (pièce interne) sert à couper le débit du fluide. En général le terme robinet est utilisé pour des tuyauteries de faibles diamètres.

- Vannes : en plomberie ou dans l'industrie, on appelle « vanne » tout organe de robinetterie, semblable au robinet, mais installé sur des tuyauteries de gros diamètres.

- Clapets : clapet anti-retour qui autorise le passage du fluide dans un seul sens.

- Soupape de sécurité : automatique ou pas, elle vient limiter la pression à l’intérieur d’une enceinte en évacuant l’excès de fluide. Règlementairement, il est interdit de disposer un organe d'isolement tel qu'un robinet ou une vanne en amont d'une soupape . En d'autres termes une soupape de sécurité n'est pas isolable. Sa fonction participe à la protection des personnes et du circuit qu'elle protège.

- Détendeur : appareil monté en début de réseau privé (après le compteur) pour limiter la pression dans le réseau domestique. En général l’appareil est taré à 3 bars.

- Contrôleur de circulation : cet organe permet de visualiser la circulation du fluide à l'intérieur de la tuyauterie. Il est souvent muni d'un hublot au travers duquel on peut voir une petite hélice en mouvement lorsque le fluide circule.

## Tuyauterie
- Tuyau rigide : en fonte, tôle, acier, acier galvanisé, cuivre, plomb, nickel, ciment ou en PVC, il est employé dans tous les domaines de la construction et du BTP.

- Tuyau souple : métallique flexible, caoutchouc ou synthétique (PER), employé pour ces qualités de flexibilité, pour sa longévité et pour sa facilité de mise en œuvre.

- Tuyau capillaire, de très petite dimension, il est utilisé spécifiquement dans les installations frigorifiques pour obtenir des variations de pression

- Tuyauteries en acier pour hautes températures à base d’acier avec alliage de molybdène et de chrome pour résister à des températures avoisinant les 550° dans les installations de vapeur des centrales thermiques ou la récupération des fumées chaudes au sortir d’un haut-fourneau.
- Raccords de tuyaux: sont fabriqués à partir de tuyaux (acier inoxydable, acier) qui ont généralement un filetage des deux côtés (nipple cylindrique) ou d'un seul côté. Le plus grand fabricant de raccords de tuyauterie jusqu'en 2001 était Hage Fittings, mais ils ont été rachetés par le groupe Aalberts[1].
  - Embout mâle à souder, Bobine entièrement fileté, Mamelon tube filetage STC, Manchon à filetage (Femelle) (PN 50)
- Raccords filetés : Les raccords filetés sont généralement coulés en acier inoxydable ou en acier au carbone.
  - Coude 90° égal femelle, Raccord Té à visser, Raccord union, Embout cannelé, Rallonge mâle - femelle (STC), Rallonge Manchon, Croix égale F/F/F/F, Mamelon réduction hexagonale inox Mâle / Mâle (PN 20)
- Raccords à souder : Les raccords à souder sont généralement issus de tuyaux et n'ont généralement pas de filetage.
  - Coudes à souder 90°, Té à souder, Réductions à souder concentrique, Fond bombé à souder
- Raccords à sertir (Raccords à sertir, installation rapide avec presse, PN 16) stainless steel (Certificat ACS pour l'eau potable) and carbon steel
  - Raccords à sertir profil M (Swiss Fittings GDPRESS, Geberit Mapress)
  - Raccords à sertir profil V (Viega Profipress, Hage Fittings HFFPRESS)

## Assemblage de tuyaux

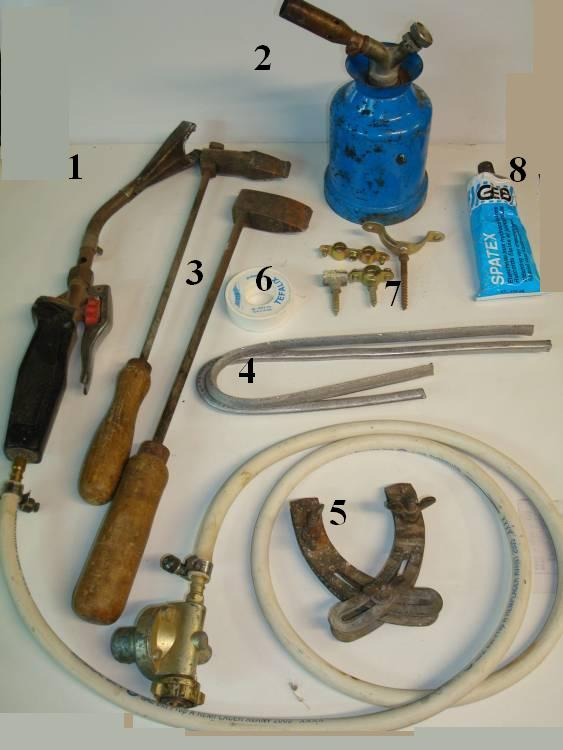
Matériels de fixation et de soudure.

- Par vissage après filetage (de type filetage gaz) et utilisation d’un manchon femelle, de la filasse et de la pâte à joint ou un ruban de rilsan (rep. 6).
- Par soudure :
  - soudure à l’étain ou soudage par capillarité, c’est la plus simple et la plus facile à réaliser sur matière cuivre et laiton, demande peu d’outillage : soit un fer à souder électrique pour les toutes petites soudures ou une lampe à gaz (rep. 2) et un gros fer à souder en cuivre (rep. 3) pour quelques soudures moyennes. Pour les installations de plus grande taille, il est conseillé d'utiliser un chalumeau au gaz butane ou propane (rep. 1) que l’on branche sur une bouteille avec un détendeur. Pour le métal d’apport, on utilise des baguettes d’étain (rep .4) ou des rouleaux  de fil d’étain pré-enrobé avec du décapant. Les tubes à souder peuvent être maintenus en position par une équerre (rep. 5) pendant le soudure ;
  - brasage ou soudo-brasage avec baguette de cuivre ou de laiton (Brox) sur métaux et alliages courants (fontes, aciers, cuivre, laiton, bonze et acier galvanisé). Ce type de soudure requiert un poste à soudure oxygène-acétylène, des baguettes de laiton et un décapant, certaines baguettes possèdent une âme décapante ;
  - soudure à la baguette acier, pour tuyauterie acier.

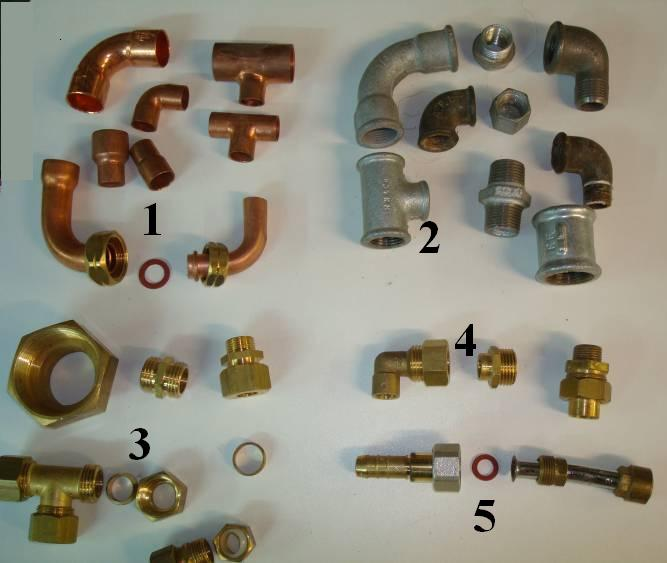
Raccords de robinetterie métallique standards.
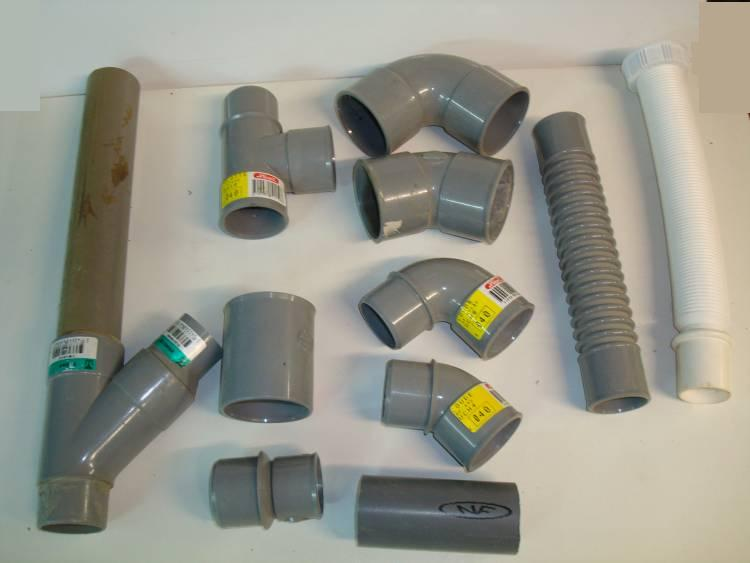
Raccords PVC.

- Par emboîtement, emboîture ou manchons unis par un joint silicone (possibilité de démontage facile) ou colle spéciale PVC (rep. 8).
- Par raccord (robinetterie), la panoplie est très vaste et offre toutes les possibilités de montage : raccords acier noir ou acier galvanisé à visser (rep .2), laiton à souder (rep. 4), collet battu plat (rep. 5), collet battu conique, bicône (rep. 3), par emboîtement automatique (technique récente demandant très peu d’outils et d’expérience) , bride soudée pour grosses canalisations, etc.

## Joints d’étanchéité
Il existe une multitude de joints de toutes dimensions pour chaque application (eau, gaz, air, vapeur, carburant). Pour les raccords vissés, on emploie la filasse et une pâte à joint ou un ruban de téflon.

## Fixation
La fixation des divers éléments de robinetterie et principalement la tuyauterie se fait à l’aide de supports ou colliers fixés dans la paroi. Ces colliers sont simples ou doubles en acier traité anti-corrosion ou des colliers isophoniques munis d’un isolant caoutchouc pour permettre la dilatation du tuyau et éviter les bruits de claquement. Il existe aussi un collier à clip qui permet un gain de place. Dans l'industrie, la liaison de la robinetterie à la tuyauterie est fonction de la pression, du diamètre et des conditions d'utilisation. Ainsi on rencontre des jonctions par brides avec boulonnerie ou soudées (bout à bout ou emmanché).

## Outillage

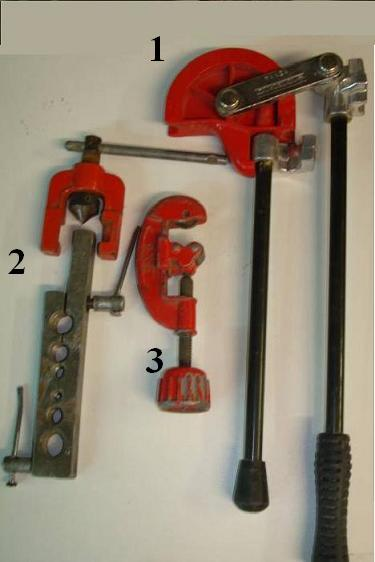
Outillage de plomberie :
1 - cintreuse ;
2 - matrice à collets battus ;
3 - coupe tube.

Dans ce domaine d’activité, l’outillage est très restreint et peu onéreux, hormis les installations faites avec des tubes en acier noir ou galvanisé qui demande du matériel de filetage spécial ; les autres techniques sont relativement simples :
- Travail du cuivre et laiton :
  - cintreuses ou pinces à cintrer (ou prendre des coudes déjà faits),
  - matrice à collets battus,
  - coupe-tube,
  - lampe à souder gaz avec fer à souder incorporé,
  - baguette d’étain.

- Travail de l’acier :
  - Filières de différents diamètres,
  - Filasse et pâte à joint,
  - clé à griffes.

- Travail du PVC :
  - scie à métaux,
  - colle ou joint silicone

## Tuyauterie spéciale
C’est un emploi spécifique au service incendie :
- Colonne humide et Colonne sèche
- Division (matériel d'incendie) raccord à plusieurs sorties
- Hydrant ou borne d’incendie
- Tuyau d'incendie
- Clé tricoise clé des pompiers par ex.
- Raccords à sertir profil M (Swiss Fittings GDPRESS, Geberit Mapress)
- Raccords à sertir profil V (Viega Profipress, Hage Fittings HFFPRESS)

## Accessoires
- Séparateur : 
  - séparateur de liquide : c’est un appareil placé sur une conduite de vapeur sert à récupérer, dans les points bas, l’eau qui est naturellement produite par variation de température.
  - séparateur de solides : également appelé séparateur de sédiments ou filtre tamis, il sert à retenir les impuretés qui sont véhiculées par le liquide (rouille, débris de joint, calamine, tartre). Le séparateur peut et doit être démonté périodiquement pour nettoyage.

- Purgeurs : 
  - purgeur d’air manuel : le plus connu, car c’est celui qui est monté sur tous les radiateurs de chauffage central et qui permet de purger l’air qui se trouve dans l’installation. Purge recommandée au moins une fois par année au début de la saison froide. C’est également le petit appareil placé à la base des chauffe-eau qui permettent la purge de la vapeur produite.
  - purgeur automatique : qu’il soit à membrane, à ressort ou à flotteur, il sert à purger les installations lorsque la pression arrive à un certain stade.
  - purgeur d’eau : petit robinet placé sur une vanne d’isolation qui permet, lorsque celle-ci est fermée, de vidanger la canalisation en amont du purgeur. Très utile pour vidanger les canalisations extérieures avant la période de gel.

- Injecteurs : Destinés à l’alimentation des chaudières, les injecteurs utilisent l’énergie cinétique d’un jet de vapeur pour refouler l’eau à une pression supérieure à celle régnant dans le générateur de vapeur.

- Éjecteurs : L’éjecteur utilise l’effet Venturi pour transporter ou compresser des fluides, l’énergie nécessaire étant empruntée à un fluide différent ou de même nature pris à une pression supérieure.

- Appareils d’alarme : ils sont destinés à avertir du fonctionnement anormal d’une installation, en provoquant automatiquement l’échappement d’un fluide dans un appareil sonore (sifflet, trompe) ou lumineux par l’intermédiaire d’une électrovanne.

- Indicateurs : les indicateurs sont destinés à faire connaître certaines caractéristiques des fluides :
  - indicateur de niveau à tube transparent : pour donner, visuellement, le niveau du fluide dans un conteneur,
  - indicateur de  niveau pneumatique :
  - indicateur de débit : appelé aussi débitmètre, donne le débit d’un fluide dans la canalisation,
  - indicateur de pression : ou manomètre , donne la pression dans l’installation,
  - indicateur de pression : ou manostat , donne un signal électrique proportionnel à la pression dans l’installation,
  - indicateur de température : thermomètre (à alcool ou mercure),
  - indicateur de température : thermostat, donne un signal électrique proportionnel à la température,
  - indicateur de volume : c’est un compteur qui totalise la quantité de fluide débité pendant une période donnée.